# Baptiste Morizot
Pour les articles homonymes, voir Morizot.
Baptiste Morizot, né le 26 septembre 1983 à Draguignan, est un philosophe français, maître de conférences à l'université d'Aix-Marseille. Ses recherches portent principalement sur les relations entre l'humain et le reste du vivant.

## Biographie
Baptiste Morizot effectue des études de philosophie en classes préparatoires littéraires puis en tant qu'auditeur à l'École normale supérieure de Lyon, où il obtient l'agrégation de philosophie, puis soutient en 2011 une thèse de doctorat sur le rôle du hasard dans le processus d'individuation, à la lumière de l’œuvre de Gilbert Simondon. Après un an comme ATER à l'université de Nice, il est nommé maître de conférences dans le département de philosophie de l'université d'Aix-Marseille (CEPERC/ UMR 7304).
Ses recherches en philosophie se tournent alors vers la place des humains dans le vivant, sous l'influence de Bruno Latour et Philippe Descola. Il se fait notamment connaître pour son ouvrage Les Diplomates. Cohabiter avec les loups sur une autre carte du vivant qui reçoit le prix du livre de la Fondation de l'écologie politique en 2016 et le prix de la Fondation François Sommer en 2017. Il y défend la possibilité d'établir des relations entre les humains et les autres vivants, qui échappent aux modèles traditionnels (gestion, régulation quantitative, sanctuarisation), sous la forme de ce qu'il appelle une « diplomatie ». La diplomatie avec le vivant constitue à la fois une forme d'attention et un mode de résolution des conflits entre humains et vivants, fondés sur la possibilité de communiquer, allant ainsi contre l'idée que le seul rapport possible avec le monde vivant est le rapport de force.
Son ouvrage suivant, Sur la piste animale (2018), aborde également le pistage à travers différents récits.
Morizot défend la pertinence d'une nouvelle grammaire environnementale pour qualifier nos relations avec les autres vivants dans l'article « Nouvelles alliances avec la terre. Une cohabitation diplomatique avec le vivant ». La formulation de cette approche est précisée dans un dialogue qui le réunit avec Bruno Latour et Pierre Charbonnier, intitulé « Redécouvrir la terre ».
En 2019, il publie une tribune dans le journal Le Monde défendant des initiatives qui proposent d'acquérir des forêts pour les laisser en libre évolution, point de départ de son ouvrage suivant, Raviver les braises du vivant (2020).
Il coordonne en 2020 un hors-série de la revue Socialter consacré au vivant « Renouer avec le vivant ». La même année, il participe à l'action Réserve de vie sauvage du Vercors, une initiative privée en vue de favoriser une libre évolution sur un territoire.
En 2022, il fait partie des 20 coprésidents de l'association appui financier des Soulèvements de la Terre.

## Pratiques et axes de travail
« Ma pratique de la philosophie je l’imagine depuis quelques années à partir d’un modèle cartographique. Le philosophe est un artisan bien particulier qui fait des concepts et la bizarrerie de ces concepts c’est qu’ils doivent fonctionner comme des cartes. C’est-à-dire qu’ils ont pour vocation de nous orienter dans un monde compliqué. »

— Baptiste Morizot, Les chemins de la philosophie
Morizot fait de la philosophie, « mais dans une forme particulière » qui « serait d’activer toutes les puissances de la sensibilité, du raisonnement, de l’intelligence pour produire des effets d’intelligibilité. »

### L'art du pistage
Théoricien et praticien du pistage, Baptiste Morizot évoque dans Sur la piste animale (2018) ses expériences de pistage de l'ours brun et du grizzly dans le parc national de Yellowstone, de la panthère des neiges au Kirghizistan, ou encore du loup près du camp de Canjuers, dans le Var. Le pistage est une tentative pour comprendre le comportement d'animaux à partir de signes qu'ils ont laissés. Le philosophe reprend l'hypothèse du rôle essentiel qu'aurait joué le pistage dans le développement de l'intelligence humaine, hypothèse issue des travaux de l'ethnologue sud-africain Louis Liebenberg, spécialiste des techniques de chasse des San (autrefois dénommés « Bochimans ») dans le désert du Kalahari.

« L'hypothèse est la suivante : l'humain s'est développé intellectuellement du point de vue des aptitudes à décrypter, interpréter, deviner, parce qu'il s'est déplacé il y a près de trois millions d'années dans une niche écologique où trouver sa nourriture exige d'enquêter. Les animaux chasseurs natifs sont souvent doués d'un odorat puissant. Tout le problème revient au fait que nous sommes à l'origine des corps de primates frugivores, c'est-à-dire des animaux visuels sans odorat, devenus dans un second temps chasseurs et pisteurs, c'est-à-dire voués à trouver des choses absentes. Pour cela, dépourvus de nez, il fallut éveiller l’œil qui voit l'invisible, l’œil de l'esprit. »

Le pistage apparaît ainsi comme un art de penser conçu comme forme d'attention aux autres espèces animales, avant d'être une technique de chasse ou de prédation. C'est une manière de se préparer à « cohabiter » avec d'autres espèces en repérant leurs manières d'habiter un territoire. Le pistage peut révéler la présence d'animaux qui habitent des espaces que nous avons cru nous arroger complètement. Il permet au philosophe de s'interroger sur l'évolution de l'homme comme chasseur-cueilleur durant deux millions d'années.

### Une nouvelle sensibilité au vivant
Prenant acte de la crise écologique systémique, l'auteur cherche à remédier à une « crise de la sensibilité », c'est-à-dire à un appauvrissement de ce que l'homme peut voir, sentir et comprendre de son environnement, notamment dans les relations qu'il entretient à l'égard des autres espèces animales. La capacité de l'homme moderne à entendre et à comprendre les signes qu'émettent les autres espèces s'est considérablement amoindrie sous l'effet d'une pensée dualiste qui sépare l'homme de la nature. « Il faut une nouvelle culture du vivant, comme on parle de culture du jazz. C’est cela que nous avons perdu à l’égard du vivant, et qu’il s’agit de reconstituer. » Son travail se focalise principalement sur le retour du loup en France.
Afin de restaurer notre sensibilité au vivant, Baptiste Morizot propose de revoir la manière dont nous considérons nos relations avec les autres espèces. L'homme doit apprendre à se détacher de la pensée narcissique de sa propre supériorité spirituelle et technique, qui le conduit à être complètement aveugle et sourd à l'égard du vivant. D'autre part, les animaux ne devraient pas être considérés comme inférieurs ou supérieurs : « ils incarnent avant tout d'autres manières d'être vivant. » Comme projet philosophique, la restauration de la sensibilité humaine au vivant pousse l'auteur à explorer des concepts comme celui de « diplomate », « d'interdépendance » entre espèces, de « communauté d'importance » ou encore de « diplomatie des interdépendances ».
Le diplomate se tient entre les espèces et entre les positions. Il cherche à « résoudre sans violence les problèmes de cohabitation entre communautés ». Il peut intercéder pour rappeler le moment où l'on oublie le fait que l'homme est inséparable des autres espèces, qu'elles soient domestiques (les brebis) ou sauvages (les loups). Ce travail d'intermédiaire a pour effet de brouiller les positions arrêtées, de telle sorte qu'il est impossible de défendre un camp contre un autre. Le diplomate se met en définitive au service de la relation elle-même, au service de la manière dont les usages humains d'un territoire peuvent être combinés, tissés avec des usages non-humains. Il s'agit d'apprendre à habiter autrement : « habiter, c'est toujours cohabiter, parmi d'autres formes de vie. ». L'auteur souligne combien la dimension politique de ce projet est ambiguë et complexe lorsqu'il s'agit du loup.

« On voit ici à quel point l'alternative habituelle, à savoir stigmatiser le pastoralisme en bloc comme s'il était l'ennemi malhonnête de la biodiversité, ou l'adouber en bloc comme s'il était le maillon essentiel de la préservation des paysages, ne tient pas : tout dépend des pratiques, et il faut penser une transformation de l'usage pastoral des territoires, qui aille dans le sens d'une protection accrue des prairies, des loups et du métier lui-même ; ce sont ces axes de communauté d'importance qui sont à faire émerger. »

### Sources et inspirations
Baptiste Morizot a eu pour directeur de thèse Pierre-François Moreau, spécialiste de Spinoza, auteur qui revient beaucoup dans ses écrits (et auquel il emprunte des expressions comme « modes d'existence »), et notamment à travers l'interprétation qu'en a faite Gilles Deleuze. 
Une autre influence forte et explicite est celle des auteurs du « tournant ontologique » de l'anthropologie philosophique française, en particulier Bruno Latour, Philippe Descola et Eduardo Viveiros de Castro. 
Concernant le rapport au sauvage, Serge Audier voit la filiation de Robert Hainard, chantre suisse de la nature sauvage au XXe siècle. 
Une part importante de son inspiration est aussi d'origine nord-américaine, avec les écrivains de la wilderness mais aussi des heideggeriens comme Val Plumwood, dont il a préfacé une traduction française.

## Réception critique
Les Diplomates a été salué par des chercheurs et des critiques. Le philosophe français Hicham-Stéphane Afeissa écrit : 

« Sous ce rapport [i.e. celui de la méthode], il faut saluer le livre de Baptiste Morizot comme une contribution majeure à la philosophie animale française, comme l’un de ces grands livres susceptibles d’impulser un véritable changement paradigmatique dans la façon même d’aborder les problèmes – un livre sans précédent dans le contexte de la production française et, plus largement, européenne, appelé en tant que tel à faire date. »

Robert Maggiori, critique de philosophie à Libération, décrit Les Diplomates comme « un grand livre de philosophie animale, et de philosophie tout court, sur le monde partagé ». Le livre a nourri des controverses théoriques portant sur la domestication et sur l'ancienneté d'une conception belliqueuse de notre rapport à la nature.
Toutefois la journaliste française Évelyne Pieiller voit dans le travail de Baptiste Morizot une nouvelle mystique du sauvage, qui se presenterait parfois comme contre-pied d'une pensée taxée d'« occidentale » voire simplement de « rationnelle ». Elle y trouve ainsi une ressemblance avec le courant philosophique du vitalisme, qui a pu inspirer certains penseurs réactionnaires partisans d'un retour à la terre et à l'instinct contre l'humanisme rationaliste et universaliste. Selon la journaliste, les invitations de Baptiste Morizot à « [retrouver les] dynamiques sauvages qui sont plus anciennes que nous et qui nous fondent » peuvent faire écho à des éléments de la « révolution conservatrice », rejetant une rationalité taxée de « dualisante » et universaliste, pour lui substituer une fascination pour la sensibilité mais aussi pour la force d'instinct primordial sacralisé. Serge Audier préfère y voir l'influence de Robert Hainard, penseur d'une écologie anti-moderne fondée sur une apologie du sauvage.

L'« art du pistage » est également critiqué par Annie Le Brun, dans son essai Ceci tuera cela. Image, regard et capital (2021), qui voit dans cette analyse une analogie avec les technologies de traçage numérique (développées par l'entreprise californienne « Tracking the World ») : 

« Dans le but louable de “politiser l'émerveillement”, notre philosophe expert du vivant nous donne le secret de l'interdépendance des espèces : “Pister, c'est l'art d'enquêter sur les autres manières d'être vivant, une manière de sentir leur présence en dépit de leur apparente absence.” Du vocabulaire au propos, sans parler du style, on voit que le formatage a déjà allègrement franchi la barrière des espèces. »

En 2023, il est l'une des cibles (avec plusieurs autres « penseurs du vivant ») de l'ouvrage L’insoutenable légèreté des penseurs du vivant d'Alexandra Bidet et Vincent Rigoulet.

## Publications
- Pour une théorie de la rencontre : hasard et individuation chez Gilbert Simondon, Paris, Librairie philosophique Vrin, 2016
- Les Diplomates : cohabiter avec les loups sur une autre carte du vivant, Marseille, Éditions Wildproject, 2016 Prix du livre de la Fondation de l'écologie politique[3] en 2016 et prix de la Fondation François Sommer[4] en 2017.
- Sur la piste animale, Arles, Actes Sud, 2018 Prix Jacques-Lacroix 2019 de l’Académie française[32].
- Pister les créatures fabuleuses : petite conférence, Montrouge, Bayard, 127 p., 2019
- Manières d'être vivant : enquêtes sur la vie à travers nous, Arles, Actes Sud, 2020
- Raviver les braises du vivant : un front commun, Arles et Marseille, Actes Sud et Éditions Wildproject, 2020, 208 p. (ISBN 978-2-330-13589-8, présentation en ligne, lire en ligne)
- L'Inexploré, Marseille, Éditions Wildproject, 2023  (ISBN 978-2-381140-438)

### En collaboration
- Esthétique de la rencontre. L'énigme de l'art contemporain, avec Estelle Zhong Mengual, Paris, Seuil, 2018 Prix des Rencontres philosophiques d'Uriage en 2019.
- Andrea Olga Mantovani et Baptiste Morizot, S'enforester, D'une rive à l'autre, 2022 (ISBN 978-2-9569409-3-7)
- Baptiste Morizot et Suzanne Husky, Rendre l'eau à la terre : alliance avec le peuple castor face au désert qui vient, Paris, Acte Sud, 2024, 352 p. (ISBN 978-2-330-19418-5)

### Articles
Ses articles sont parus dans les revues Tracés, Terrain, Philosophie magazine, Billebaude, généralement accessibles sur la plateforme Academia.edu.
- « L’écologie contre l’Humanisme », Essais, 13 | 2018, mis en ligne le 1 décembre 2019, consulté le 24 avril 2023